# 大辩论 (国际关系)
“大辩论”，通常也被称为“大争论”。是国际关系理论学科叙事的重要主线，是由于国际关系研究中不存在单一范式而出现的。国际关系理论经历过四次大辩论（也有学者认为是五次）后，逐渐形成了现有的三大大理论格局。大部分国际关系学者认为，多元主义的大理论格局，导致人们始终面对着是追求范式一体化还是接受多元理论的困惑，在这样的背景下，“大辩论”是没有意义的。根据L.M.阿什沃思的总结，“大辩论”是国际关系叙事“受到历史叙事的严重影响”而形成的，并且“没有一个单一的想法比在空想主义者和现实主义者之间存在争论的想法更具影响力”。

## “大辩论”形成的历史基础
“大辩论”的产生，与国际关系漫长的学科前知识积累是分不开的。早在2000 多年前的古希腊，历史学家修昔底德在《伯罗奔尼撒战争史》中就阐释了今天被称为现实主义的思想，即雅典权力的增大，以及所导致的斯巴达的恐惧，使得战争不可避免。这一观点虽然指涉的是古希腊个别城邦国家间的关系，但说明了权力政治这一导致战争的结构性因素。在16世纪，意大利政治思想家马基雅维利在《君主论》中强调国家安全远比信义和道德更重要，认为权力和欺骗是实施外交政策的主要手段。这种对国王统治术的阐述，说明了“人性恶”对于理解国际关系的普遍意义。到了 17 世纪，英国哲学家霍布斯在《利维坦》中对于无政府的“自然状态”即“每一个人对每一人的战争”的论述，概括了主权国家间结构的整体性属性。事实上，正是“无政府”、“人性恶”和权力政治等重要概念和假定的提出，奠定了古典现实主义理论的逻辑起点。
生活于17世纪的国际法学家格劳秀斯，最早明确界定了由国家构成的国际社会的概念，即制约国家的是现实的法律以及实施这些法律的相互协议，而不是暴力和战争。1648 年签署的《威斯特伐利亚和约》被认为具体体现了格劳秀斯的这一思想。正是这种对国际法的最早论证，构成了国际制度主义思想的源头。到了 18 世纪末，论述“永久和平”的德国哲学家康德提出，共和制国家会把合作的途径带入国际舞台，人民将通过共享价值而成为“世界公民”，而世界主义的人类共同体将最终造就“永久和平”的条件。由于共和制宪法的制衡作用可以阻止具有冒险性的统治者把其国家投入战争，每一个共和制政府都服从国际法可以避免国家间的战争，因此立宪制共和国可能是和平主义者。这样的国际政治观便为当代“民主和平论”的提出奠定了基础。

## 第一次“大辩论”
“大辩论”起源于伴随着信奉集体安全原则和以建立国际组织为谋求和平形式的理想主义的兴起，理想主义作为新自由主义的一个分支，不同于强调自由放任的(弱管制的) 古典自由主义(诸如“贸易和平论”)，主张和平必须“建立”，而不可能自然而然地形成。国联的建立就是这一理论的实践。 不过这种以强管制来约束国家行为的“主义”，其结果并不理想。伴随着一次次危机处理的失败，第一次世界大战结束20年后，世界大战再度爆发，而国际关系学科的范式在战后也发生了转换
。
“第一大辩论”也称为“现实主义者-理想主义的大辩论”，发生在20世纪30-40年代，是国际关系理想主义者和国际关系现实主义者之间的争执，从根本上讲是关于如何与纳粹德国打交道。现实主义者强调国际政治的无政府性质和国家生存的必要性。理想主义者强调了国际联盟的可能性。也有部分修正主义者认为，现实主义和理想主义之间并未发生过争论，爱德华·卡尔在《20年危机：国际关系研究导论》中提出，世界大战的爆发使得国际关系学科的范式在战后也发生了转换。爱德华·卡尔认为现代危机代表着空想主义的终结，人们需要提出更现实的观点。政治在一定意义上就是权力政治; 道义乃是权力的产物。他对理想主义和现实主义都持批评态度，认为理想主义无视历史教训，而现实主义则过于悲观，夸大了一成不变的因果关系，因此应该既关注权力，也关注道德原则。

## 第二次“大辩论”
“第二次大辩论”是试图改进国际关系理论中科学探究方法的“科学关系”学者与那些坚持对国际关系理论采取更具历史性/解释性方法的学者之间的争执。这场辩论被称为“现实主义者与行为主义者”或“传统主义者与科学主义者”之间的辩论。
通常认为，这次的辩论以新现实主义的诞生而得到解决。肯尼斯·华尔兹的《国际政治理论》以实证科学的方式来进行学习，认为规律是来自对事实的观察，而理论则是为了解释事实而进行的思辨过程。简而言之，规律是发现的，而理论则是被发明的。从规律到理论的飞跃，仅靠资料的收集是无法做到的。肯尼斯·华尔兹的观点被普遍认为对解决第二次“大辩论”起到了重要的贡献。

## “范式战争”（第三次“大辩论”）
“范式战争”起源于20世纪70年代，是围绕着三大国际关系“大理论”，即现实主义，自由主义和马克思主义谁的方法更为正确而进行的争论。
一些学者对“范式战争”感到遗憾，特别是在（新）现实主义和（新）自由主义之间。杰克·S·利维（Jack S. Levy）辩称，尽管现实主义-自由主义辩论“对混乱的领域施加了某种秩序”，但这种区分忽略了两个阵营中每个阵营的多样性，并抑制了试图进行综合的尝试。列维建议改为专注于做出可检验的预测，而将“一个特定的方法是否适合于知识史学家的问题放在一个自由主义还是现实主义的问题上”。比尔·布劳默勒（Bear F. Braumoeller）同样提出，将现实主义和自由主义分开的“暂时的理论便利”被“转化为僵化的本体论”，从而抑制了理论综合的尝试。社会化还导致一种情况，“主要试图在一个范式内工作并试图(将范式结合)的学者可能会因理论上的不纯而受到谴责”。

## 第四次“大辩论”
“第四次大辩论”是实证主义理论和后实证主义理论之间的辩论。那些拒绝将范式间辩论描述为“大辩论”的人经常在文学中将其描述为“第三次大辩论”。这场辩论与国际关系学的潜在认识论有关，也被描述为“理性主义者”和“反思主义者”之间的辩论。辩论是由罗伯特·基欧汉（Robert Keohane）在国际研究协会发起的1988年的一场辩论，可以看作是关于我们如何知道“事物”的认识论辩论，而不是关于本体论的辩论。
作为自由制度主义的代表人物，罗伯特·基欧汉和约瑟夫·奈在《权力与相互依赖》中开篇就讲到，我们生活在一个相互依赖的时代，这句含糊的话反映了人们的一种普遍感觉，即世界政治的性质在变化。可能正是这种含糊的感觉所激发的灵感，使得他们想出了一个远离现实的概念即“复合相互依赖”，并基于这一概念建立了解释世界政治的理论框架。他们提出了三个基本命题: 第一，世界政治中存在“多联系渠道”，除国家间联系，还包括跨政府联系和跨国联系; 第二，“问题没有等级之分”，低政治问题已取得与高政治问题同等的地位; 第三，“军事力量起着次要作用”，在多数情况下武力作为政策工具已无足轻重。罗伯特·基欧汉认为，在以相互依赖为特征的世界，共同的经济利益会导致行为体产生政策协调(即合作) 的需求，这种需求会促成国际协议安排，涉及规则、规范、原则和决策程序。罗伯特·基欧汉强调，国际合作并不是偶然现象，而是一种长期的行为模式，它构成了世界政治基本特征中的调解性因素或干预变量。作为一种对世界政治的抽象解释，尽管自由制度主义同现实主义一样假定行为体是理性的和利己主义的，但其演绎结果却是行为体倾向于进入政策协调过程即开展合作。
第四次“大辩论”以后实证主义理论的出现而结束，其认为即经验主义的自然科学观察可以应用于社会科学，现实主义和自由主义都不是完整的故事。后实证主义方法并不声称能够提供普遍的答案，而是寻求提出问题。一个关键的区别是，尽管诸如现实主义和自由主义这样的实证主义理论强调了权力的行使方式，但后实证主义理论则侧重于权力的体验方式，从而导致了对不同主题和主体的关注。这也为第四次“大辩论”带来了有效的回答。

## 存疑的第五次“大辩论”和国际关系学界的批评

### 第五次“大辩论”
迄今没有在任何正式中发现第五次“大辩论”的存在，但有学者认为，倘若存在第五次“大辩论”其可能会与批判现实主义有关。

### 国际关系学界对“大辩论”的评价
国际关系学界形成的一个普遍共识是，“大辩论”对范式的多元主义形成了挑战。恰恰因为国际关系大理论的形成是非实证主义的和远离经验事实的，所以是不可能用严格的实证方法加以检验的，人们既不能加以证实，也不能进行证伪。如果人们联系这些理论观察事实，就会发现，一方面可以找到许多可用来证实的事实; 另一方面也可以找到许多可用来证伪的事实。这种情况是常常令人困惑的，也引发了许多争论。这也是国际关系理论多元性存在的根本原因之一。对于范式之间的“大辩论”，国际关系学界形成了以下两个观点。
1. 期待范式的统一。这种观点认为，社会科学需要一套严谨的和明确界定的科学方法，以构成可以解决理论争论的框架，因此“范式战争”只是一种暂时现象，最终学科会形成统一的研究模式。持这种观点的人希望方法的统一最终会导致理论的会聚。正如加里·金、罗伯特·基欧汉和希德尼·维巴对卡尔·皮尔逊( Karl Pearson，1857~1936) 观点的引述，即“所有科学的统一只在于它的方法”[18]。随着运用科学方法产生的知识的稳步积累，最终社会科学就能建立在与自然科学认识论相同的基础之上。持这一主张的人未必反对多元化，但认为多元化只是手段而不是目的。他们之所以容忍理论的多样性，是因为这种多样性乃是存在于统一的视野之中[19]。
2. 应接受多元主义。这种观点认为，科学知识增长需要思想市场的运作。理论的多元主义是一种正常现象，因为国际关系的复杂现实需要有不同的理论解释。沃尔特在题为《国际关系: 一个世界，众多理论》的文章中指出，任何单一的方法都无法驾驭当代世界政治的所有复杂性。因此，我们最好有不同的竞争理念，而不是单一的理论正统。理论之间的竞争有助于揭示它们的长处和弱点，并激励随后的改进，同时揭示传统智慧的缺陷。虽然我们应注意强调创造性而不是谩骂，但鼓励当代学术的异质性。对于持这种观点的学者来说，任何类型的理论统一都既不可能又不可取。相反，国际关系研究应该接受一种“百花齐放”的策略。由于理论多样性本身是知识增长的必要组成部分，因此多元主义乃是目的而不是手段。
3. 对多元范式的要素进行结合。有些学者主张，国际关系研究应走向“可以结合的多元主义”(integrative pluralism) 。这种观点并非要把竞争的知识诉求转化为一个包容全部的整体性主张，实现理论的综合，而是接受并保留广泛的理论视角的有效性，将理论多样性视为提出更全面的解释多维复杂现象的一种手段。对于持这种观点的人来说，国际关系研究面对的是一个复杂的开放体系，具有“突现属性”( emer- gent properties) 和不同程度的“组织复杂性”，因此需要多元的解释来处理不同层次的现象。由于理论是一个抽象的过程，而且我们不能以某些自然科学的方式分离出特定的机制，因此某种形式的理论多元化是必要的和被期望的。国际关系研究作为一个复杂的整体，会涉及所有有关人类活动的学科，涉及政治、经济、文化、历史、艺 术、语言和身份认同等诸多方面。所以，主张“可以结合的多元主义”，实际上是主张包容各种不同的理论，对研究传统持开放的态度。
4. 摒弃以范式(“主义”) 为导向的研究模式。这种持严厉批判态度的观点认为，理论范式在研究中的重要影响，使得它们居于一种不适当的支配地位。例如在美国，研究生的学术研讨会上常常充斥着推进或批判国际关系理论各种“主义”的阅读物，本科生的入门教程也是围绕着这些范式进行。教师通常会按照“大辩论”或“大著作”(指大理论的代表作) ，指导学生识别体现不同传统之核心特征的模范作品。学者编写国际关系研究手册也是按照这样的传统。正是以这样的方式，国际关系研究的新手被引入到对学科领域及其实践的共同理解上。虽然这样做不能说没道理，但其发展的极端化却导致了很大的弊端。例如，在美国学界20世纪80年代末到90年代初的一段时间，研究者如果在持续的“范式战争”中没有选定站在哪一边，似乎就不可能发表文章或成功地通过博士论文的答辩。

在上述观点中，希望以科学方法实现范式统一的观点，其逻辑起点是国际关系大理论来自经验观察。然而，从前面对现实主义、自由制度主义和建构主义理论的产生途径的简要讨论中可以看到，它们都具有远离现实的特点，其产生并不是实证研究的产物。即使是偏爱实证主义的罗伯特·基欧汉，他自己所进行的案例分析也表明“复合相互依赖”并不能被经验事实所证明。至于肯尼思·华尔兹靠灵感想出的结构现实主义，亚历山大·温特用诠释方法阐释共有观念对体系的建构，亦都与科学方法无关。由于从国际关系的复杂现实中不可能用严格的科学方法归纳出某种具有普遍性的单一概念、属性和机制，基于抽象前提演绎出来的理论与经验事实也没有直接关系，因此未来的大理论研究能否用科学方法进行并形成统一模式是有疑问的。